# HMS Gentian (K90)
HMS Gentian (K90) je bila korveta razreda flower Kraljeve vojne mornarice, ki je bila operativna med drugo svetovno vojno.

## Zgodovina
Ladjo so 21. avgusta 1947 razrezali v Purfleetu.